# Metapetrocosmea peltata
Metapetrocosmea peltata là một loài thực vật có hoa trong họ Tai voi. Loài này được Elmer Drew Merrill và Trần Hoán Dong mô tả khoa học đầu tiên năm 1935 trong Sunyatsenia 2: 320 với danh pháp Petrocosmea peltata. Năm 1981, trong Bull. Bot. Res., Harbin 1(4): 38 Wen Tsai Wang chuyển nó sang chi mới thiết lập là Metapetrocosmea. Nó là loài duy nhất hiện đã biết của chi này, được tìm thấy trong khu vực Hải Nam, Trung Quốc.